# Tony Werntgen
Katharina Antoinette Werntgen, znana jako Tony Werntgen (ur. 25 kwietnia 1875 w Ruhrort, zm. 5 stycznia 1954 w Bingen am Rhein) – niemiecka przedsiębiorczyni i pionierka w dziedzinie lotnictwa. Pierwsza kobieta w Niemczech, która zajmowała się produkcją samolotów.

## Życiorys

### Przedsiębiorczyni
Nic nie wiadomo o dzieciństwie i młodości Tony Werntgen. W 1893 roku, mając 17 lat, została matką. Jej syn otrzymał imię Bruno. Cztery lata później urodziła drugie dziecko, syna Erika. Była żoną kupca, Mathiasa Buschmanna. Nie wiadomo, czy Werntgen rozwiodła się z mężem, czy też jej mąż zmarł. Wiadomo jednak, że jej synowie przyjęli nazwisko rodowe matki.
Na przełomie wieków prowadziła firmę zajmującą się nieruchomościami we Frankfurcie nad Menem. Gdy w 1909 r. odwiedził ją studiujący w innym mieście syn Bruno, dała mu karnet na odbywającą się wówczas we Frankfurcie „Międzynarodową Wystawę Sterowców”. Zafascynowany ideą lotnictwa Bruno porzucił studia i zaczął projektować własne samoloty. Początkowo matka była sceptyczna, ale eksperci, z którymi się konsultowała, m.in. pionier lotnictwa, Johann Schütte, pozytywnie ocenili jego rysunki projektowe.
Pod koniec 1909 Tony Werntgen założyła wraz z „kilkoma dżentelmenami” „Niemiecki Instytut Lotniczy” w Köppern, w regionie Taunus i zainwestowała w firmę 200 000 marek. Instytut składał się z ośrodka dydaktycznego, stacji doświadczalnej i produkcyjnej. Dyrektorem instytutu został Edmund Bernhard Philipps. Na terenie obiektu znajdował się plac do kursów lotniczych o długości 1500 metrów i szerokości 1000 metrów. Oferowano także specjalne kursy dla kobiet.
Od 1 kwietnia 1910 Bruno i Tony Werntgenowie opracowali tam dwie różne funkcjonalne maszyny latające: jednopłat i dwupłat. Samoloty osiągały pierwsze „skoki” na wysokość 50 metrów i czas lotu do 17 minut. Bruno Werntgen pracował jako pilot doświadczalny, pilot pokazowy i instruktor lotniczy, chociaż nie posiadał jeszcze licencji pilota.

Tony Werntgen: „Byliśmy zachwyceni tymi sukcesami, ale dla rolników z Köppern w górach Taunus to, co uważaliśmy za wielki postęp, nic nie znaczyło, ponieważ zbyt często zdarzało się, że jeden z samolotów lądował na polu po kilku skokach i je niszczył. Zanim mogliśmy zjechać samolotem na dół, musieliśmy zapłacić za szkody na polu”.

Wniosek do gminy o wydzierżawienie pastwiska wspólnotowego został odrzucony. Roszczenia odszkodowawcze rolników pochłonęły znaczną część kapitału spółki. 7 grudnia 1910 roku ogłoszono jej upadłość, a następnego dnia odbyła się przymusowa licytacja, na której znalazły nabywców narzędzia, silnik i dwa samoloty. Tydzień później 17-letni Bruno Werntgen otrzymał w Berlinie oficjalną licencję pilota nr. 40. Stając się drugim najmłodszym Niemcem – pilotem po Brunonie Jablonskym.
W 1911 r. Tony i Bruno Werntgenowie przeprowadzili się do Kolonii, gdzie założyli nową firmę na terenie Stowarzyszenia Lotniczego w Merheim. Werntgen pożyczyła pieniądze od krewnych na zakup samolotu „Dorner”, na loty pokazowe jej syna. Tony Werntgen opowiedziała później anegdotę dotyczącą jednego z takich lotów: silnik samolotu przestał działać i Werntgen musiał awaryjnie lądować na pastwisku dla bydła, lecąc szybowcem. Niedługo potem ukarano ją grzywną w wysokości trzech marek za nielegalne wejście na pastwisko z latającą maszyną, ponieważ było ono zamknięte z powodu pryszczycy.
Bruno Werntgen, reklamowany jako „najmłodszy pilot świata” brał udział w licznych zawodach i pokazach lotniczych na terenie całych Niemiec, zdobywając nagrody. W grudniu 1911 roku ćwiczenia lotnicze zostały zakazane przez administrację wojskową z powodu obaw przed potencjalnym szpiegostwem z powietrza.
Tony Werntgen udała się do Berlina, aby przekonać Ministerstwo Wojny o znaczeniu ich przedsięwzięcia. Po powrocie do Kolonii próbowała samodzielnie pilotować samolot „Dorner”, ale rozbiła się, doznała urazu nogi i została przewieziona do szpitala.
W szpitalu napisała list do księcia Henryka Hohenzollerna, znanego miłośnika lotnictwa. W rezultacie jej przedsiębiorstwo otrzymało dostęp do wojskowego poligonu w Hangelar przez 20 lat pod warunkiem, że teren będzie udostępniany wojsku raz w roku, a w manewrach będą uczestniczyć samoloty. W czerwcu 1912 roku rozpoczęto budowę hangaru lotniczego. Tony Werntgen niemal codziennie towarzyszyła swojemu synowi Brunonowi w lotach.
4 stycznia 1913 roku założono „Werntgen Flugunternehmen GmbH”, spółkę zajmującą się budową samolotów. 25 lutego Bruno Werntgen wystartował zbudowanym przez siebie samolotem PK 106, wyposażonym w silnik Argus o mocy 106 KM. Samolot rozbił się, a Bruno Werntgen odniósł śmiertelne obrażenia. Bez syna Tony Werntgen nie mogła dalej zarządzać spółką i w listopadzie 1913 doszło do kolejnej licytacji przedsiębiorstwa.

## Późniejsze lata

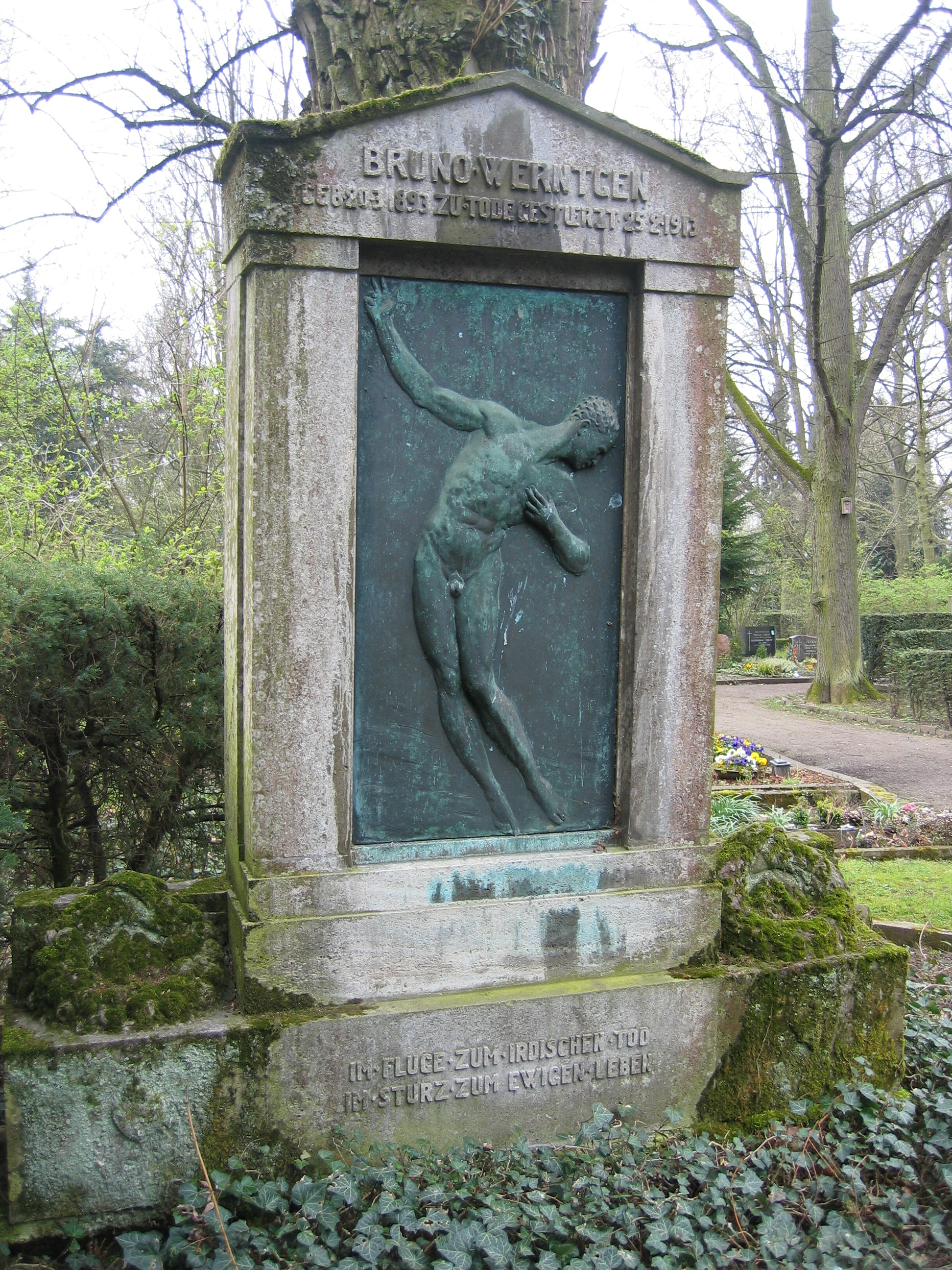
Grób Tony i Bruno Werntgen

Trzy lata później Tony Werntgen zawarła drugie małżeństwo z urzędnikiem bankowym i śpiewakiem operowym, Josefem Johannesem Lindlarem (1890–1953); Związek trwał dwanaście lat. W 1939 r. napisała książkę, „Jungflieger Werntgen” o swoim synu Brunonie. Rok później ponownie przyjęła nazwisko panieńskie. Mieszkała w Berlinie, podobnie jak jej syn Erik, który pracował dla niemieckiej służby zagranicznej i występował jako aktor drugoplanowy w popularnych filmach.
W listopadzie 1943 Erik Werntgen został ciężko ranny w nalocie bombowym i zmarł w kwietniu następnego roku. Do 1945 r. Tony Werntgen otrzymywała honorowe wynagrodzenia za zasługi dla przemysłu lotniczego.
Po wojnie Tony Werntgen żyła w ubóstwie, w pobliżu swojego brata Wilhelma, w Johannisbergu, w Rheingau.
W dniu jej 75. urodzin magazyn „Revue” napisał o niej artykuł i zafundował jej lot widokowy nowoczesnym samolotem linii „Pan Am”.
Zmarła 5 stycznia 1954 po długiej i ciężkiej chorobie. Jej urna została pochowana w grobie rodzinnym w Bonn obok jej syna Brunona.

## Upamiętnienie

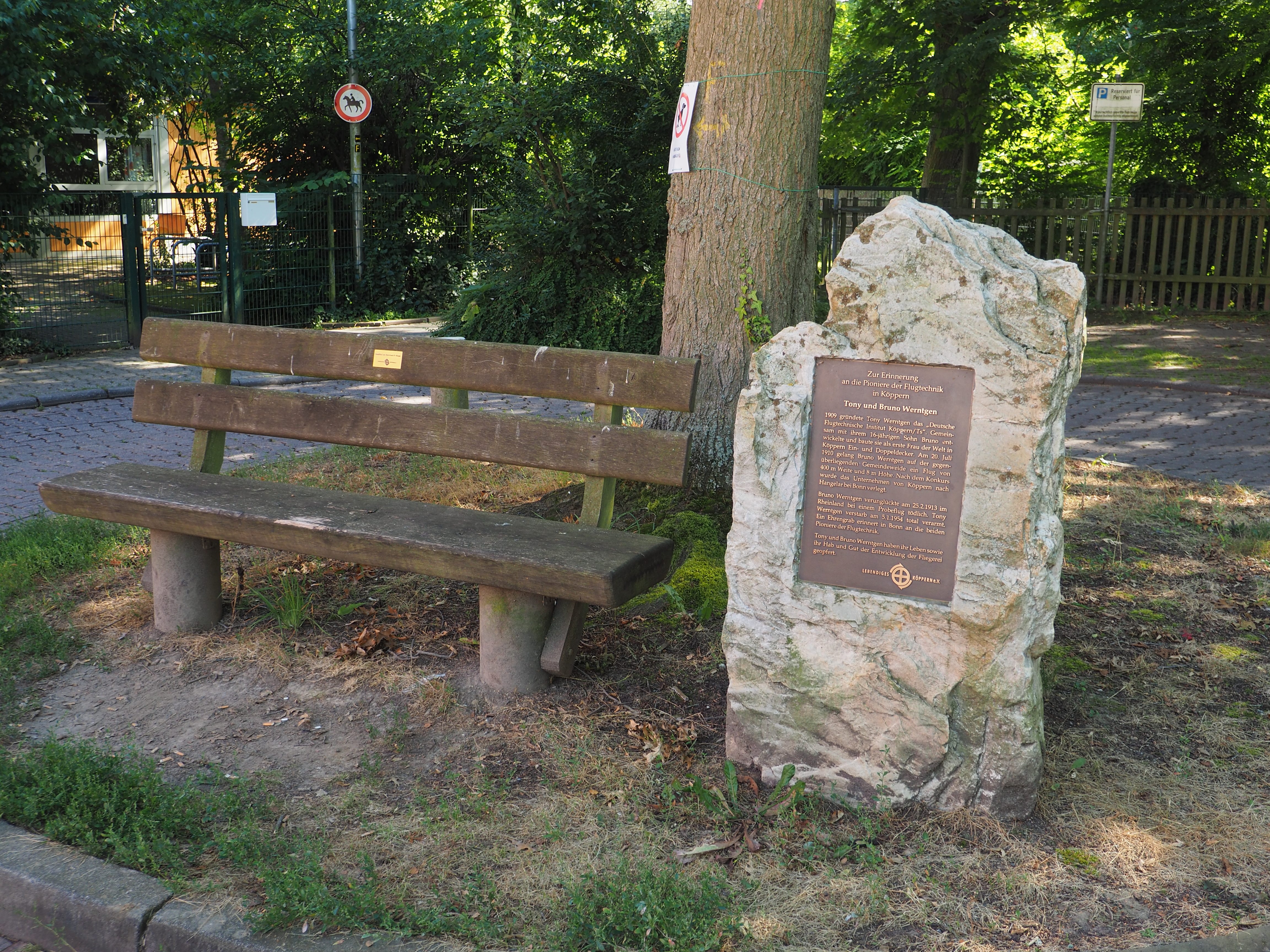
Pomnik w Köppern poświęcony Tony i Bruno Werntgen

23 lipca 1953 Tony Werntgen została odznaczona Federalnym Krzyżem Zasługi.
W 2009 r., z okazji 100. rocznicy założenia Niemieckiego Instytutu Lotnictwa w Köppern, odsłonięto kamień pamiątkowy poświęcony Tony Werntgen i jej synowi, Bruno.

## Literatura
- Jörg-Michael Hormann, Evelyn Zegenhagen: Niemieccy pionierzy lotnictwa 1900–1950. Bielefeld 2008, ISBN 978-3-7688-2484-2.
- Hans Vogt: Jedwabna kula i latające pudełko. Historia lotnictwa w Krefeld i nad Dolnym Renem. (= Krefeld Studies, tom 7), Krefeld 1993, ISBN 3-9801610-8-0.
- Paul Wirtz, Ernst Probst: Tony i Bruno Werntgen. Dwa życia dla lotnictwa. GRIN, Monachium 2011, ISBN 978-3-640-94952-6.